# Béni Hamidane
Béni Hamidane (em árabe: بنى حميدان) é uma cidade e comuna localizada na província de Constantina, Argélia. Segundo o censo de 2008, a população total da cidade era de 9 397 habitantes.